# Club Nàutic el Masnou
El Club Nàutic el Masnou (CNEM) és un club nàutic del Masnou, fundat l'any 1967. Impulsat per Joaquim Muñoz Aistizábal, primer president de l'entitat, l'entitat practica vela esportiva, motonàutica i esquí nàutic. També ha organitzat diverses proves d'àmbit estatal i internacional, com campionats d'Europa de la classe 470, finn, optimist, laser, europa i 420. Molts dels seus regatistes han guanyat diversos campionats estatals i medalles olímpiques, com Pere-Lluís Millet, medalla d'argent a Mont-real 1976 en 470, Miquel Noguer, medalla d'or a Moscou 1980 en Flying Dutchman, o les germanes Begonya, medalla d'or a Atlanta 1996 en 470, i Natàlia Via-Dufresne, medalla d'argent a Barcelona 1992 en Europa i a Atenes 2004 en 470.
L'entitat disposa d'una escola de vela, centre de talassoteràpia, piscina olímpica i sala de musculació. A més practica altres esports com futbol sala, caiac-polo, golf, senderisme i voleibol de platja.